# .ru
.ru ist die länderspezifische Top-Level-Domain (ccTLD) Russlands. Sie existiert seit dem 7. April 1994 und wird vom Coordination Center for TLD RU (auch RU-CENTER genannt) verwaltet.

## Sowjetunion
Die Organisation ist nicht nur für .ru, sondern auch die Vergabe der Top-Level-Domain .su zuständig, die für die ehemalige Sowjetunion gedacht war und heute parallel zu .ru betrieben wird. Die ICANN hat immer wieder Versuche unternommen, die Top-Level-Domain .su aufzulösen, was jedoch von der Vergabestelle bislang explizit abgelehnt wird. Neben .ru existiert auch die alternative Endung .рф als Abkürzung von Российская Федерация (Rossijskaja Federazija, Russische Föderation).

## Zweite Ebene
Neben .ru und .su gibt es folgenden Domains auf zweiter Ebene:
- .ac.ru – Wissenschaftseinrichtungen und Hochschulen
- .org.ru – nichtkommerziellen Organisationen
- .com.ru – kommerzielle Organisationen
- .int.ru – internationale Organisationen
- .edu.ru – Bildungseinrichtungen
- .gov.ru – Russlands Regierung
- .mil.ru – das russische Militär
- .net.ru – Internet-Provider
- .pp.ru – Privatpersonen

## Eigenschaften
Ein Wohnsitz oder eine Niederlassung in Russland ist nicht notwendig, jede natürliche oder juristische Person darf eine Domain anmelden. Diese darf insgesamt zwischen drei und 63 Zeichen lang sein, üblicherweise dauert die Registrierung zwei bis drei Tage.
Im Jahr 2010 war Russland unter den ersten vier Ländern, das eine internationalisierte Top-Level-Domain eingeführt hat. Die Registrierung von Domains mit kyrillischen Buchstaben ist unterhalb von .рф und .ru möglich, nur wenige internationale Registrare haben diese aber bereits implementiert.

## Netzsperren
Im November 2012 geriet die Top-Level-Domain .ru in die Kritik, nachdem mit dem sogenannten Register of Domain Names eine Möglichkeit geschaffen wurde, staatliche Eingriffe in die Praxis der Vergabestelle zu realisieren. Das Register war Teil einer umfassenden Gesetzesänderung, mit der Russland sogenannte Netzsperren etabliert hat. Die Liste der nicht zugelassenen .ru-Domains wird von der Organisation Roskomnadsor geführt, die dem Ministerium für Nachrichtenwesen und Massenkommunikation untersteht.